# Synagrops microlepis
Synagrops microlepis is een straalvinnige vissensoort uit de familie van acropomaden (Acropomatidae). De wetenschappelijke naam van de soort werd voor het eerst geldig gepubliceerd in 1935 door Norman.